# Commagene

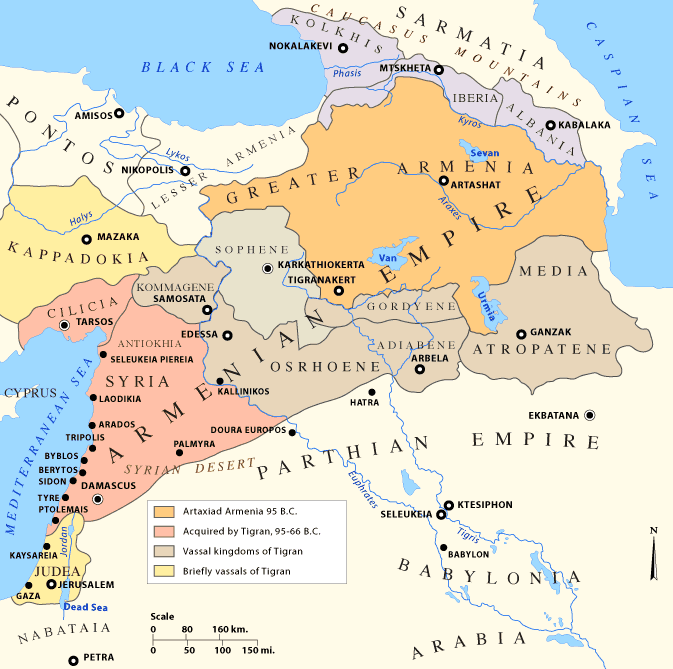
La Commagene come regno vassallo del Regno di Armenia di Tigrane il Grande

La Commagene (in greco antico: Kομμαγηνή?, Kommaghēné; in armeno Կոմմագենէ?) è una regione dell'Asia Minore, posta nella moderna Turchia sud-orientale, al confine con la Siria.

## Storia
Già città-Stato luvia (Kummuhi, XII secolo a.C.) dopo la caduta dell'Impero ittita, fece parte dell'antica Armenia, in particolare della provincia di Sofene, ma, sotto i Seleucidi, Sofene e Commagene furono separate e andarono a costituire il Regno di Sofene.
Successivamente, attorno al 163 a.C., i Seleucidi staccarono la Commagene dalla Sofene: in quello stesso anno, il satrapo locale, Tolomeo di Commagene, si dichiarò sovrano del Regno di Commagene, con capitale Samosata (rinominata Antiochia di Commagene). Il regno rimase indipendente fino al 72, quando Vespasiano lo inglobò nella provincia romana di Siria.
Nel quarto anno di regno di Vespasiano (dal luglio del 72), Antioco, re della Commagene, fu implicato in vicende tali che lo portarono a dover rinunciare al trono del regno "cliente" di Commagene a vantaggio di un'annessione romana. Giuseppe Flavio racconta che il governatore di Siria, Lucio Cesennio Peto, non sappiamo se in buona o cattiva fede nei confronti di Antioco, mandò una lettera a Vespasiano accusando lo stesso regnante, insieme suo figlio Epifane, di voler ribellarsi ai Romani e di aver già preso accordi con il re dei Parti. Bisognava prevenirli per evitare una guerra che coinvolgesse l'impero romano.

Il regno di Commagene al momento dell'annessione all'impero romano nel 72.

Giuntagli una simile denuncia, l'imperatore non poté non tenerne conto, tanto più che la città di Samosata, la maggiore della Commagene, si trova sull'Eufrate, da dove i Parti avrebbero potuto passare il fiume ed entrare facilmente entro i confini imperiali. Così Peto venne autorizzato ad agire nel modo più opportuno. Il comandante romano allora, senza che Antioco e i suoi se l'aspettassero, invase la Commagene alla testa della legio VI Ferrata insieme ad alcune coorti e ali di cavalleria ausiliaria, oltre ad un contingente di alleati del re Aristobulo di Calcide e di Soemo di Emesa.
L'invasione avvenne senza colpo ferire, poiché nessuno si oppose all'avanzata romana o resistette. Una volta venuto a sapere della notizia, Antioco non pensò di far guerra ai Romani, al contrario preferì abbandonare il regno, allontanandosi di nascosto su un carro con moglie e figli. Giunto a centoventi stadi dalla città verso la pianura, si accampò.
Frattanto Peto inviò un distaccamento a occupare Samosata con un presidio, mentre col resto dell'esercito si diresse alla ricerca di Antioco. I figli del re, Epifane e Callinico, che non si rassegnavano a perdere il regno, preferirono impugnare le armi, e tentarono di fermare l'armata romana. La battaglia divampò violenta per un'intera giornata; ma anche dopo questo scontro dall'esito incerto, Antioco preferì fuggire con la moglie e le figlie in Cilicia. L'aver abbandonato figli e sudditi al loro destino, generò un tale sconcerto nel morale delle sue truppe che alla fine i soldati commageni preferirono consegnarsi ai Romani. Al contrario il figlio Epifane, accompagnato da una decina di soldati a cavallo, attraversò l'Eufrate e si rifugiò presso il re dei Parti Vologese, il quale lo accolse con tutti gli onori.
Fino alla fine del I secolo a.C., la popolazione della regione era in massima parte linguisticamente ed etnicamente armena, con consistenti minoranze semitiche, in particolar modo sire.